# Lamborghini Marzal
Der Lamborghini Marzal war ein auf dem Genfer Auto-Salon 1967 vorgestellter Prototyp von Lamborghini; es war eine Studie für den Lamborghini Espada. Er fiel durch sein vollverglastes Dach und seine vollverglasten Flügeltüren auf.

## Geschichte
Der Lamborghini Marzal wurde im Frühjahr 1967 auf dem Genfer Auto-Salon präsentiert und kurz darauf von Fürst Rainier von Monaco und seiner Gattin Gracia Patricia als Eröffnungsfahrzeug für den Großen Preis von Monaco verwendet.
Der Marzal war lange im Lamborghini-Museum in Sant’Agata Bolognese ausgestellt, später stand er im Werksmuseum von Bertone. Im Mai 2011 wurde das Unikat von RM Auctions anlässlich des Concorso D’Eleganza Villa D’Este in Cernobbio zu einem Preis von 1.512.000 Euro versteigert. Er ist damit der teuerste klassische Lamborghini.

## Design
Das Design stammte von Marcello Gandini, dem Chefstilisten bei Bertone.

## Konstruktion

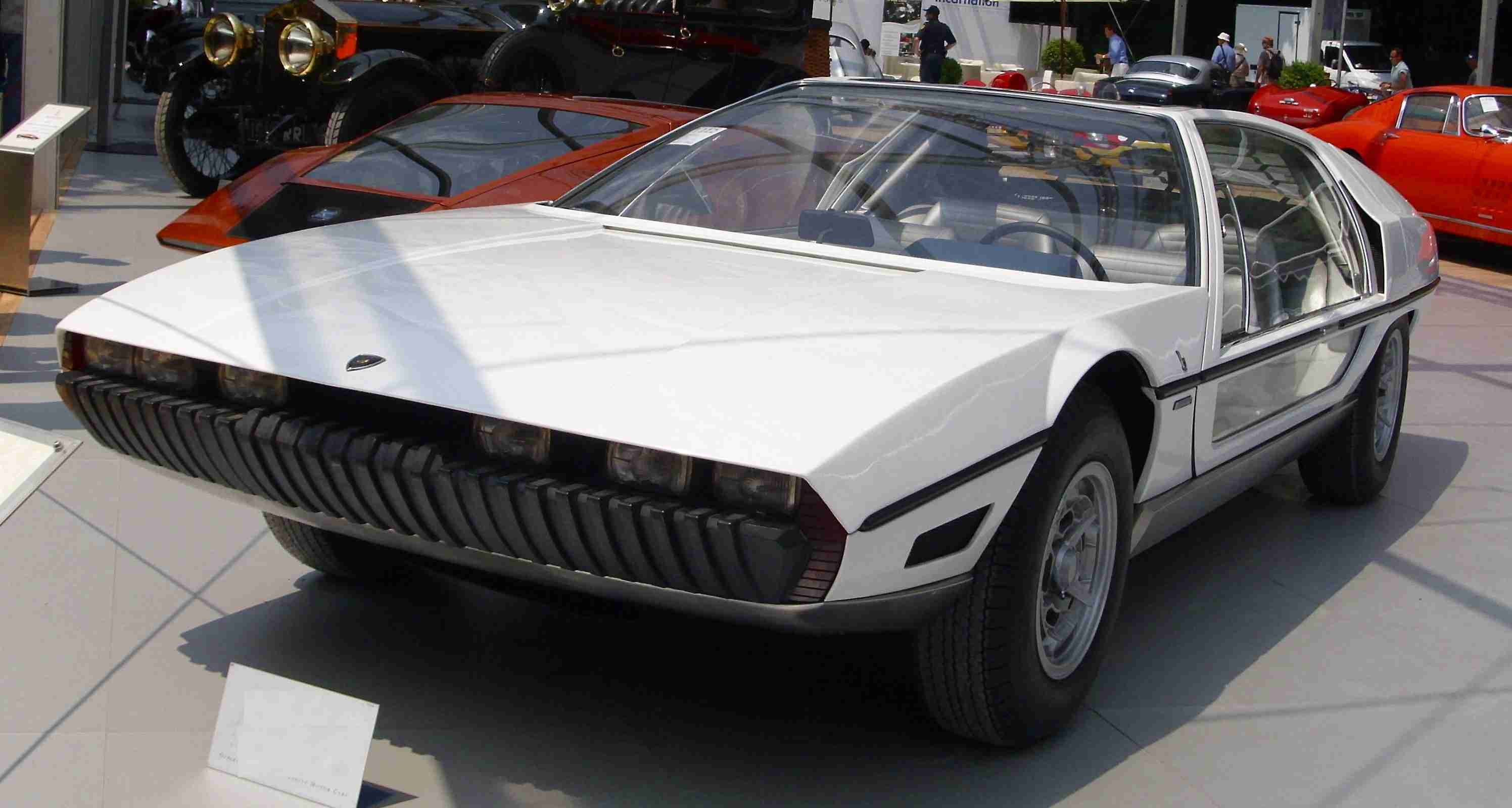
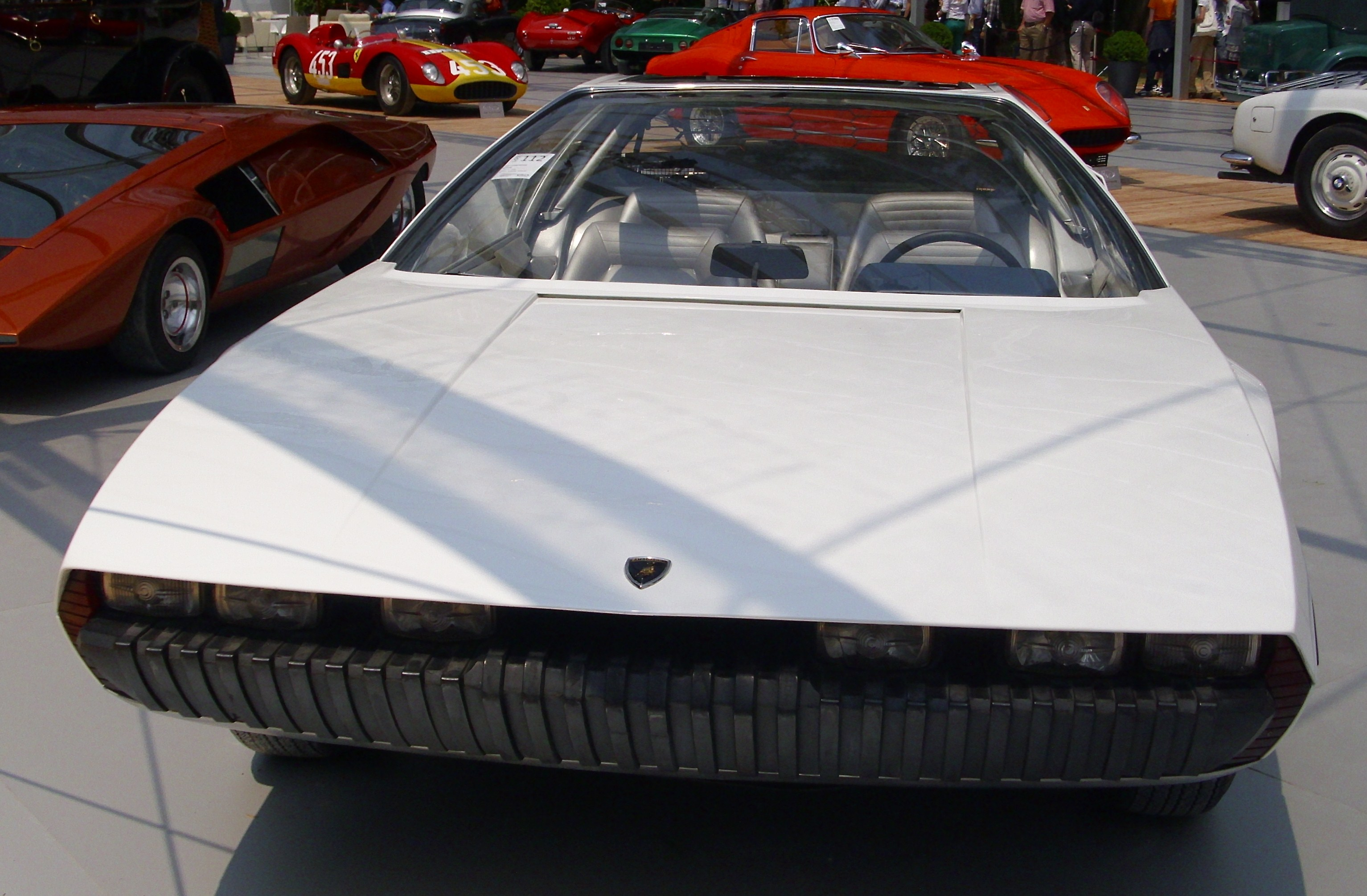
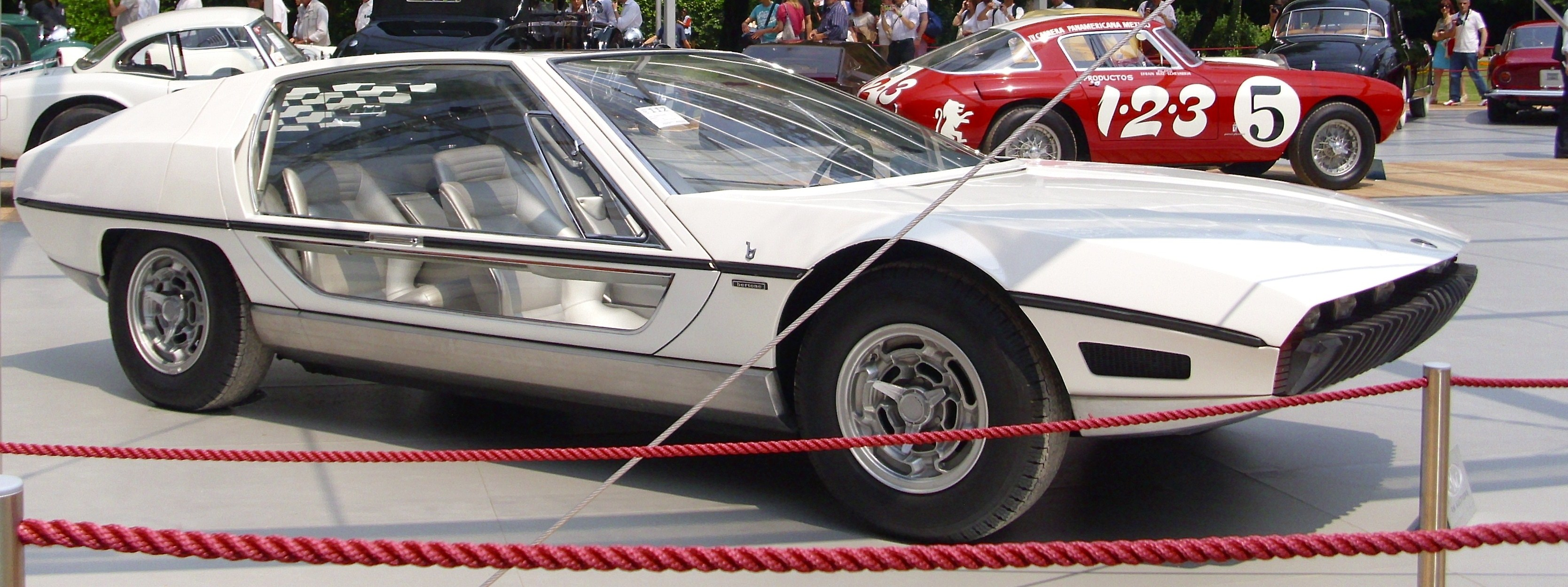
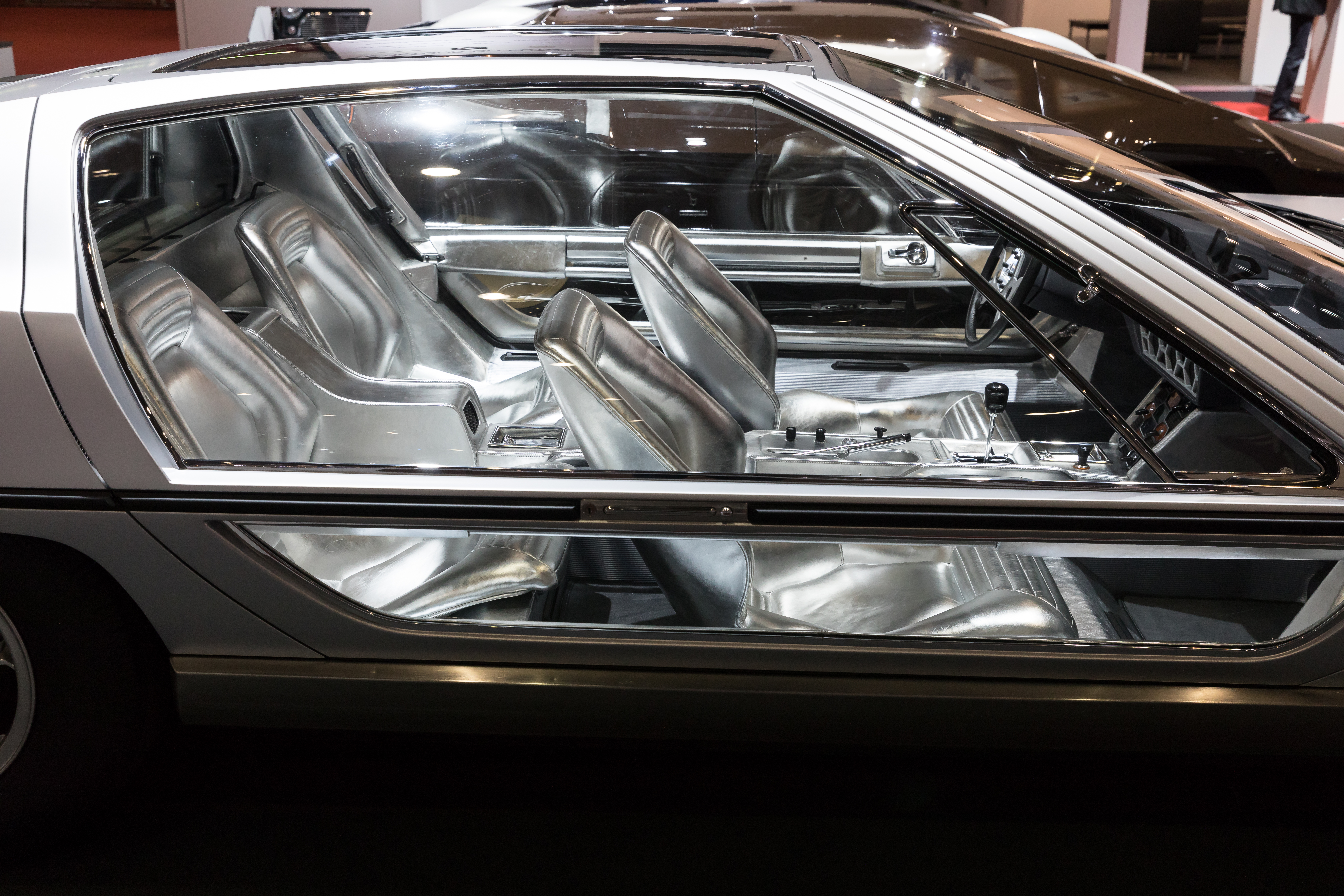

Die technische Basis für den Marzal lieferte der Miura. Da der V12-Motor des Miura jedoch zu schwer war, entwickelte Gian Paolo Dallara einen Reihen-Sechszylinder mit 1965 cm³ Hubraum, 175 PS und einer Verdichtung von 9,5:1. Geschaltet wurde mit einem 5-Gang-Getriebe. Die Bremsen waren, wie zu dieser Zeit bei Lamborghini üblich, Girling-Bremsscheiben. Die Reifen im Format 205/15 waren von Pirelli. 